# Rhynchina angustalis
Rhynchina angustalis là một loài bướm đêm trong họ Erebidae.